# 限局性恐怖症
限局性恐怖症（げんきょくせいきょうふしょう、英語: specific phobia）あるいは特定の恐怖症は、特定の対象や状況に対して不合理な強い恐怖反応を示す不安障害である。恐怖症によって、対象または状況を回避しようと努力することで日常生活や仕事や人間関係に支障をきたしたり、恐怖が持続し恐怖に関連する苦痛や機能障害をきたしたりする可能性がある。恐怖は一般的で正常な感情であるが、恐怖症は特定の危険にさらされることを避けるために、多大な労力をかけるような極端な恐怖である。動物恐怖症や高所恐怖症などが代表例であるが、恐怖症はあらゆるものに対して起こり得る。
恐怖症は最も一般的な精神疾患と考えられており、精神障害の診断と統計マニュアル第5版（DSM-5）によると、米国では人口の約10%（小児では5%、10代では16%）が罹患していて、患者の約75%は複数の限局性恐怖症を抱えている。限局性恐怖症と診断された小児や青年は、将来さらなる精神症状を発症するリスクが高くなる。
診断名の日本語訳は統一性を欠いていたが、限局性恐怖症に定まりつつある。『精神障害の診断と統計マニュアル』第3版のDSM-IIIでは単一恐怖（英:Simple Phobia）、第4版のDSM-IVでは特定の恐怖症（英:Specific Phobia）、第5版のDSM-5では限局性恐怖症（同じくSpecific Phobia）である。世界保健機関のICD-10では特定の（個別的）恐怖症（Specific (isolated) phobias）、ICD-11では限局性恐怖症（Specific Phobia）である。

## 症状と徴候
恐怖や不快感、あるいは不安は、特定の物体または状況の存在によって引き起こされる場合もあるが、予期によって引き起こされることもある。限局性恐怖症の主な行動徴候は、回避である。限局性恐怖症に関連する恐怖や不安は、心拍数の増加、息切れ、筋肉の緊張、発汗、状況から逃避したいという欲求などの身体症状として現れることもある。

## 原因
限局性恐怖症の正確な原因は不明である。限局性恐怖症の発症メカニズムは、先天的（遺伝的および神経生物学的）要因と学習的要因に分けられる。

## 診断
ICDまたはDSMにおける診断には、顕著な恐怖、不安、または回避が長期間（6か月以上）継続し、恐怖の対象または状況が存在するときに一貫して現れることが必要である。DSM-5では、恐怖が本来の危険に釣り合っていないと定義されているが、ICD-10では、症状が過剰または不合理でなければならないと規定されている。ICD-11とDSM-5の間にも、依然としてわずかな相違点が残っている。
DSM-5では、限局性恐怖症はいくつかのタイプに分類される:
1. 動物型/動物恐怖症（クモ恐怖症、昆虫恐怖症、犬恐怖症、蛇恐怖症など）
2. 自然環境型（水恐怖症、高所恐怖症、雷恐怖症など）
3. 状況型（閉所恐怖症、暗所恐怖症など）
4. 血液・注射・負傷型（針恐怖症、血恐怖症、外傷恐怖症など）
5. その他（窒息、嘔吐、大きな音など）

またICD-10は以下を挙げている。
動物、雷、闇、閉所、飛行、高さなどを挙げ、高所恐怖症、動物恐怖症、閉所恐怖症、単一恐怖を含み、醜形恐怖症、疾病恐怖症を含まない

### 鑑別診断
限局性恐怖症に起因する回避行動は他の不安障害と類似しているが、鑑別診断は行動の根本原因を調べることで行われる。広場恐怖症は、物質使用障害や回避性パーソナリティ障害と同様に、限局性恐怖症とは異なると考えられている。パニック発作の発生それ自体は限局性恐怖症の症状ではなく、パニック障害の基準に該当する。
正常な恐怖は大きな問題を引き起こさず、過剰診断に注意が必要である。恐れを抱く回路は生まれつき備わっているため、チンパンジーや子供でも蛇を恐れる。何かに対する恐怖が数回酷くなったという経験もよくあり、たいてい著しい苦痛や機能の障害を示さないため精神障害であるとはみなされない。社交不安障害では社交状況に対する恐怖であり、心的外傷後ストレス障害では、恐ろしかった以前の経験に似た状況を恐れ、強迫性障害では強迫的な儀式のきっかけとなる状況を恐れる。

## 治療
さまざまな治療法があるが、そのほとんどは心理社会的介入に焦点を当てている。心理療法は、対処する限局性恐怖症の種類に応じて、さまざまな程度の効果をもたらす。

### 認知行動療法
認知行動療法（CBT）は、短期的なスキル重視の療法であり、人々が感情的な反応を別の視点から捉えたり、行動を変えたりすることで、それらの反応を和らげることを目的としている。認知行動療法は、限局性恐怖症に対する治療のゴールドスタンダードで第一選択であり、主に曝露と認知戦略を用いて不安を克服することで効果を発揮する。コンピュータ支援治療プログラム、セルフヘルプマニュアル、訓練を受けた専門家による指導などの方法があり、いずれかを用いた1回のセッションは効果的である。

### 暴露療法
認知行動療法の一種である曝露療法では、最大90%の患者が臨床的に有意な改善を経験し、超長期的な効果は分からないものの曝露療法の利点の多くは1年後も持続した。一方、別のシステマティックレビューによると、曝露療法を完了した人の3分の1は、曝露療法の種類に関わらず、効果が見られない可能性がある。
曝露療法は、現実または想像上の両方があり、以下に挙げる治療法がある。
- 系統的脱感作療法

リラックスするように指示しながら、鮮明な刺激のレベルを徐々に高め、頻繁に曝露させる療法
- フラッディング療法

特定の恐怖症を持つ患者を、最も恐怖を感じる刺激（つまり、恐怖症の最も強い部分）に最初に曝露させる療法。この方法では患者が繰り返し恐怖に曝露されるため、治療を中断するリスクが高くなる
- モデリング

この方法では、臨床医が恐怖の対象となる刺激に近づき、患者はそれを観察し、自らその近づき方を再現しようと試みる。
高所恐怖症を対象にしたメタアナリシスによると、生体曝露（不安をコントロールされたレベルに保ちながら、現実世界の高所シナリオに曝露すること）は、短期的には不安の指標を有意に改善することが示されているが、この効果は長期的には減少した。同様に、仮想現実の曝露は、いくつかの不安軽減の指標で統計学的有意だったが、他の指標では有意差は示されなかった。

### 薬物療法
2020年現在、薬物療法に関するエビデンスは限られている。薬物療法を単独で導入すると症状の再発につながる可能性があるため、薬物療法は通常、行動療法と併用される。抗不安薬の処方後、薬の中止後の再発は一般的である。
選択的セロトニン再取り込み阻害薬（SSRI）のパロキセチンとエスシタロプラムは、小規模なランダム化比較臨床試験で予備的な有効性を示しているが、これらの試験は規模が小さすぎたため、抗不安薬単独による治療に明確な効果を示せなかった。ベンゾジアゼピンは急性症状の緩和に使用されることがあるが、長期治療における有効性は示されていない。D-サイクロセリンとヒドロコルチゾンはNMDA型グルタミン酸受容体への部分作動薬として働き、暴露療法の効果を高め、恐怖の減少を促進している。NMDA受容体部分作動薬のd-サイクロセリンを仮想現実曝露療法と併用することで、仮想現実曝露療法単独よりも症状が改善する可能性があることを示唆する研究結果はいくつかあるが、2020年現在結論は出ていない。

## 予後
限局性恐怖症を発症する人の大半は、幼少期に初めて症状を経験する。多くの場合、症状は周期的に現れ、寛解期を経て完全寛解に至る。しかし、成人まで続く恐怖症は、より慢性的な経過をたどる傾向がある。高齢者の限局性恐怖症は、生活の質の低下と関連している 限局性恐怖症を持つ人は自殺のリスクが高くなる。複数の恐怖症を持つ人では、より深刻な障害が認められる。治療に対する反応（治療効果）は比較的高いものの、医療アクセスの不足、恐怖症を回避する能力の欠如、または繰り返しの認知行動療法（CBT）セッションで恐怖対象と向き合うことへの抵抗感などの理由で、治療を受けない人も多い。

## 疫学
限局性恐怖症は、人生のどこかで人口の6～12%に影響を与えると推定されている。多くの人が治療を受けないため、限局性恐怖症の報告が大幅に不足している可能性がある。米国で実施された調査では、人口の70%が1つ以上の不合理な恐怖を抱いていると報告している。
22か国から収集されたデータによると、特定恐怖症の生涯有病率は7.4%、年間有病率は5.5%である。発症年齢は通常、幼少期から青年期で、幼少期および青年期における新規発症率は、男性よりも女性の方がはるかに高くなる。女性における特定恐怖症の発症率がピークとなるのは生殖期および子育て期であり、男女ともに高齢期に発症率が再びピークを迎え年間約1%に達する。
恐怖症の発症は種類によって異なり、動物恐怖症や血液注射恐怖症は通常、小児期（5～12歳）に始まるが、状況限局性恐怖症（飛行恐怖症など）の発症は、通常、青年期後期から成人期初期に起こる。
米国では、生涯有病率は12.5%、年間有病率は9.1%である。米国成人の推定12.5%が人生のある時点で限局性恐怖症を経験し、その有病率は女性で男性の約2倍である。青年期の推定19.3%が限局性恐怖症を経験するが、男女間の差はそれほど顕著ではない。